# Kutlugh Turkhan Agha
Kutlugh Turkhan Agha (o Kutluq Turkan Agha (nascuda vers 1330, +1383) fou la germana gran de Tamerlà. Es va casar amb l'amir Daud que després fou un fidel personal de Tamerlà i governador de Samarcanda (1370) i foren pares de l'amir Sulayman Xah.
A la mort de la seva mare el [1357], Kutlugh Turkhan Agha es va fer càrrec de la casa de Taragai.
Quan Tamerlà anava com a guerrer errant amagat dels mongols, es va acostar a Samarcanda a recollir suports i va estar a la casa de la seva germana Kutlugh Turkhan.
El 1374, després de l'expedició de Tamerlà a Mogolistan, aquest va anar a acampar a Uzkunt on el va anar a rebre la seva germana gran Kutgluq Turkhan Agha. Es va anunciar una festa en la qual Timur es va casar amb la princesa Dilshad Agha.
El 1382, quan Tamerlà estava afectat per una depressió causada per la mort de la seva filla Beghisi Sultan, Kutlugh Turkhan Agha el va anar a veure i va aconseguir recuperar-lo.
Va morir el 1383 poc després de la mort de l'esposa de Tamerlà, Dilshad Agha.